# Marcia Gudereit
Marcia Gudereit (n. 8 septembrie 1965, Moose Jaw⁠(d), Saskatchewan, Canada) este o jucătoare de curl ce a reprezentat Canada, medaliată olimpică. A participat la o ediție a Jocurilor Olimpice (1998) în care a câștigat o medalie de aur.

## Participări
Lista de mai jos prezintă principalele competiții la care a participat Marcia Gudereit de-a lungul carierei.
- curling at the 1998 Winter Olympics[*]